# القيادة العليا للجهاد والتحرير
القيادة العليا للجهاد والتحرير هي جبهة عراقية تضم حوالي 23 ميليشيا تشكلت في أكتوبر 2007 بقيادة نائب الرئيس العراقي السابق ونائب رئيس مجلس قيادة الثورة عزة الدوري. يستخدم الاسم أيضًا للإشارة إلى أكبر ميليشيا وهو جيش رجال الطريقة النقشبندية الذي يقوده الدوري بنفسه. تم الإعلان عن تشكيل الائتلاف في 3 أكتوبر 2007 في رسالة مسجلة على شريط فيديو بث على قناة العربية، وعلى موقع حزب البعث.